# 페테르 뢰벵크란츠
페테르 로셍크란츠 뢰벵크란츠(Peter Rosenkrands Løvenkrands, 1980년 1월 29일 ~ )는 덴마크의 전 축구 선수로, 현역 시절 공격수로 활약하였다.

## 수상 경력
아카데미스크 BK
- 덴마크 컵: 1999

레인저스
- 스코틀랜드 프리미어리그: 2002-03, 2004-05
- 스코틀랜드 컵: 2001-02
- 스코틀랜드 리그 컵: 2001-02, 2002-03, 2004-05

뉴캐슬 유나이티드
- 풋볼 리그 챔피언십: 2009-10